# Platygaster hybrida
Platygaster hybrida is een vliesvleugelig insect uit de familie van de Platygastridae. De wetenschappelijke naam van de soort is voor het eerst geldig gepubliceerd in 1994 door Buhl.